# Normalne Państwo
Normalne Państwo – polskie stowarzyszenie działające od roku 2003. Początkowo jako stowarzyszenie zwykłe, od 2005 jako podmiot zarejestrowany w KRS, a od 2008 ze statusem organizacji pożytku publicznego. Zasadniczym celem działalności stowarzyszenia jest wprowadzenie mechanizmów, które usprawnią funkcjonowanie państwa.

## Cele i działania
Zasadniczym celem działalności stowarzyszenia jest wprowadzenie mechanizmów, które usprawnią funkcjonowanie państwa. Stowarzyszenie podejmuje działania na rzecz jednomandatowych okręgów wyborczych, uproszczenia systemu podatkowego, otwartych i przejrzystych procedur wyboru na stanowiska kierownicze w administracji i państwowych spółkach oraz redukcji liczby radnych, wiceministrów i sekretarzy stanu. Istotnym elementem działalności stowarzyszenia jest walka z korupcją i organizowanie co roku 23 lutego "Dnia bez łapówki". Silnie rozpoznawalną akcją jest m.in. kampania Nie daję / nie biorę łapówek.